# کاوه سماک‌باشی
کاوه سماک‌باشی (زاده ۲۷ فروردین ۱۳۵۹ - تهران)بازیگر اهل ایران است.

## فیلم‌شناسی

### سینمایی
- سرگشته(۱۳۹۶سهیل سلیمی)
- ماهور (۱۳۹۶)
- اشنوگل (۱۳۹۵)
- بزن بریم آبادان (شبکه خانگی) (سید علی نیاکان)
- خشاب خالی (مسعود اب پرور۱۳۸۶)
- آن مرد آمد (۱۳۸۶)
- منفی هجده (۱۳۸۶)
- میراث
- محکومین بهشت (۱۳۸۴)
- چشمان سیاه (۱۳۸۱)
- چهل مروارید

### تلویزیونی
- ۱۴۰۳ ناریا (جواد افشار)
- ۱۴۰۲ رستگاری (مجموعه تلویزیونی)(مسعود ده‌نمکی)در نقش بهراد صادقی
- ۱۴۰۱ آزادی مشروط (مسعود ده‌نمکی)درنقش شاهرخ خسروی
- ۱۴۰۰ در کنار پروانه‌ها (داریوش یاری)
- ۱۳۹۹ دادستان (مسعود ده نمکی)درنقش عماد فاتحی
- ۱۳۹۹ روزهای ابدی (جواد شمقدری)
- ۱۳۹۹ بچه مهندس ۳ (علی غفاری)درنقش تینوش وصال
- ۱۳۹۶ محکومین (سید جمال سیدحاتمی)
- ۱۳۹۶ گسل (علیرضا بذرافشان)
- ۱۳۹۴میکائیل (سیروس مقدم)
- ۱۳۸۷ یلدا (مسعود رشیدی)
- ۱۳۸۷ عملیات ۱۲۵ (بهروز افخمی)
- ۱۳۸۵ گلریزان (مسعود رشیدی)
- ۱۳۸۵ بوی خوش زندگی (علی شاه حاتمی)
- ۱۳۸۴ پیله‌های پرواز (حسین سهیلی زاده)
- ۱۳۸۴ ریحانه (سیروس مقدم)
- ۱۳۸۲ برگه‌های سفید (شفیع آقامحمدیان)
- ۱۳۸۱ هزاران چشم (کیانوش عیاری)
- ۱۳۸۱ مشاور (مسعود رشیدی)
- ۱۳۸۰ سیب ترش (خسرو معصومی)
- ۱۳۸۰ کارآگاه شمسی و دستیارش مادام (مرضیه برومند)
- جزیره ایکس

### شبکه خانگی
- حادثه دیگر
- ۱۴۰۱ شب‌های مافیا